# Kid Grid
Kid Grid is een videospel dat werd uitgebracht door Tronix Publishing. Het spel kwam in 1982 uit voor de Attari en een jaar later voor de Commodore 64. Het spel geprogrammeerd door Arti Haroutunian. Hij maakte ook de graphics. De bedoeling van het spel is vierkanten te verzamelen. De speler bestuurt Kid Grid. Het spel heeft vijf moeilijkheidsgraden. De speler begint met vijf levens. Bij 10.000 punten krijgt de speler er een leven bij. Het perspectief van het spel is in de derde persoon met bovenaanzicht. Het spel is Engelstalig en kan met de joystick bestuurd worden.

## Platform
| jaar | platform     |
| ---- | ------------ |
| 1982 | Atari        |
| 1983 | Commodore 64 |